# Apolinary Szeluto
Apolinary Szeluto (23. července 1884, Petrohrad – 22. srpna 1966, Chodzież) byl polským klavíristou a hudebním skladatelem ve stylu hnutí Mladé Polsko.

## Život a kariéra
Apolinary Szeluto se narodil v Petrohradě a začal studovat hru na klavír ve věku devíti let. Studoval hudbu na Saratovské konzervatoři pod vedením Stanislava Echsnera, od roku 1902 do roku 1905 skladbu na Varšavské konzervatoři pod vedením Romana Statkowského a Zygmunta Noskowského a hru na klavír pod vedením Leopolda Godowského od roku 1905 do roku 1908 v Berlíně. Dokončil také studium práv na universitě v Dorpatu. Po dokončení svého vzdělání pracoval jako koncertní klavírista a aktivně hrál v letech 1909 až 1931.
V roce 1909 Szeluto převzal pozici profesora na Berlínské konzervatoři a později odešel za prací soudce nedaleko ruské Astracháně. Zúčastnil se Říjnové revoluce a byl jmenován předsedou místního revolučního výboru. Později pracoval po nějaký čas pro polské ministerstvo spravedlnosti. Jeho sklady z té doby odrážejí jeho oddanost ideálu socialistického realismu.
V roce 1934 se přestěhoval do města Słupca ve Velkopolské oblasti, kde pracoval jako notář a později jako soudce. Když nacionální socialisté okupovali Polsko, pracoval jako pekař a pouliční obchodník, zatímco pokračoval v komponování. V pozdějších letech života trpěl zhoršujícím se duševním zdravím. Zemřel v domě s pečovatelskou službou v Chodzieżi a byl pohřben na hřbitově ve Słupci. Jeho archiv je uložen v Národní knihovně ve Varšavě. Ve Słupci je po něm pojmenována škola.

## Dílo
Szeluto byl plodným skladatelem, vytvořil symfonie, orchestrální suity, klavírní, houslové a violoncellové koncerty, mše, chorální hudbu, písně a instrumentální a různá komorní díla. Vybrané sklady obsahují:
- Cyrano de Bergerac, symfonický poem, 1933,
- Macbeth, symfonický poem, 1933,
- Klavírní koncert č. 1, 1933–37,
- Klavírní koncert č. 2, 1936–37,
- Klavírní koncert č. 3, 1940,
- Houslový koncert, 1942,
- Violoncellový koncert, 1942,
- Klavírní koncert č. 4, 1944,
- Klavírní koncert č. 5, 1948,
- Smyčcový kvartet, 1931,
- Smyčcový kvartet "w Tatrach",
- Trio pro housle, violoncello a klavír, 1940,
- Houslové sonáty,
- Violincellové sonáty.